# Алп-Арслан
 Алп-Арслан (тюрк.: смелый лев), также Мухаммед ибн Дауд или Мохаммед бен Дауд (перс. آلپ ارسلان‎‎, полное имя — Зийа ад-Дин ва Адуд ад-Даула ва Тадж ал-Милла Абу Шуджа Мухаммад Алп-Арслан ибн Дауд, около 1030 — ноябрь 1072/январь 1073) — второй правитель Сельджукского султаната с 1063 года. Унаследовав территории сельджукского Хорасана и западного Ирана, завоевал часть Грузинского царства, историческую Армению и большую часть Малой Азии, одержав победу в сражении при Манцикерте над византийцами. При нём Государство Сельджукидов достигло своего могущества.

## Биография
Младший сын Чагры-бека — вождя огузо-туркменского племени кынык и правителя Хорасана в Иране, племянник сельджукского султана Тогрула, наместника западного Ирана. В 1063 году после смерти отца и дяди мелик Алп — Арслан установил свою власть над всеми владениями Сельджукского государства, кроме Кермана на юге Ирана, где правил его старший брат Кавурд - бей. Тот также вскоре признал свою вассальную зависимость.
Рождённый за пределами традиционных мусульманских стран, Алп-Арслан назначил их управителем своего визиря Низам аль-Мулька, который позже продолжил свою карьеру при Мелик-шахе. Установив контроль над Ираком, новый султан старался избегать столкновений интересов с Халифатом, которые имели место при его предшественнике.

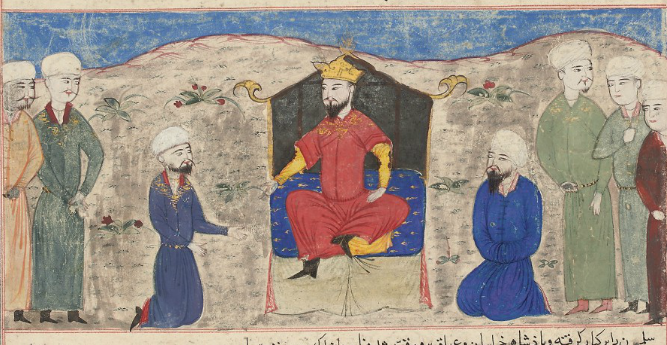
Султан Алп-Арслан на троне

Основная политика Алп-Арслана опиралась на те же идеи, что и у всех трёх великих сельджукских самодержцев. В Центральной Азии мир поддерживался под управлением афганской династии Газневидов, которые были труднодоступны из-за горного рельефа Индии, тогда как против Караханидов — правителей Мавераннахрa Алп-Арслан применял силу.
На западе султан столкнулся с более сложными задачами. С одной стороны он решил отправиться походом в Египет для сокрушения исмаилитов (халифов из династии Фатимидов), отвергаемых Багдадским Халифатом, с другой стороны было необходимо сохранение влияния над огузскими тюрками, являвшимися важной составляющей его военной мощи. Последние прежде всего были заинтересованы в успехе священной войны против неверных и в набегах на христианские земли. Алп-Арслан провёл ряд кампаний против византийцев и их армянских и грузинских соседей, нанося также расширенные атаки самоуправляемыми туркменскими бандами. Так, в 1064 году он захватил бывшую столицу Анийского царства в Армении Ани и город Карс. Эти военные операции привели к некоторой стабилизации границы и обеспечивали контроль туркменами пастбищ на реке Аракс. Хотя завоеватели вернулись на мусульманскую территорию для хранения добычи, эти экспедиции нарушили византийскую систему обороны и проложили путь для дальнейшего тюркского завоевания Анатолии.
Считая себя достаточно защищённым с византийской стороны, по просьбе египетских повстанцев Алп-Арслан предпринял большой поход против Фатимидов. Находясь у подступов Алеппо для атаки города и дальнейшего занятия Сирии, к Алп-Арслану приходит весть, что византийский император Роман IV Диоген с огромной армией предпринял нападение на его западные войска в Армении. Немедленно вернувшись по той же дороге, он столкнулся с противником около Манцикерта в августе 1071 года. Византийская армия, сильная в количестве, но слабая морально, отступила перед преданными султану туркменами. К вечеру на поле боя византийская армия была разгромлена сельджуками, а император, впервые за всю историю, стал пленником мусульманского властителя. Алп-Арслан не преследовал цели разрушить Византийскую империю, он довольствовался новым изменением границы, а также обещанием Византии заплатить дань и заключить союз. Однако битва при Манцикерте открыла Малую Азию для туркменского завоевания. Позже каждый княжеский род в Малой Азии утверждал об участии своего предка в этом важном сражении.
В конце 1072 года на пути к границам владений Караханидов Алп-Арслан был смертельно ранен пленным командиром гарнизона крепости Берзем, которую султанская армия захватила в ходе военного похода. Алп-Арслан назначил наследником своего 13-летнего сына Мелик-шаха под опекунством Низама аль-Мулька.

## В искусстве
Образ Алп-Арслана (в исполнении турецкого актёра Сердара Килича) представлен в турецкой исторической теледраме «Пробуждение: Великие Сельджуки» и также в сериале «Алпарслан: Великие Сельджуки» (в исполнении Барыша Ардуча).